# 戸坂潤
戸坂 潤（とさか じゅん、1900年9月27日 - 1945年8月9日）は、日本の哲学者。

## 来歴・人物
東京市神田区生まれ。青南小学校、東京開成中学校、第一高等学校理科を経て、1924年（大正13年）京都帝国大学文学部哲学科卒業、同大学院進学。京都高等工芸学校（現：京都工芸繊維大学）講師、同志社女子専門学校（現：同志社女子大学）講師、神戸高等商業学校（戦後神戸商科大学、現：兵庫県立大学）講師、大日本帝国陸軍少尉等を経て、1929年大谷大学教授就任も、翌年検挙（一週間で釈放）。1931年（昭和6年）から1934年（昭和9年）まで法政大学講師。後に同大教授となる。（1933年（昭和8年）に法政騒動で教養学部辞職。余波は続き1934年（昭和9年）に法文学部解職。1934年（昭和9年）8月思想不穏を理由に法政大学講師を免職。1935年（昭和10年）、1938年（昭和13年）検挙。1940年（昭和15年）保釈出所するも1944年（昭和19年）に東京拘置所、空襲のため1945年（昭和20年）に長野刑務所へ移送。）ちなみに三木清は1930年（昭和5年）に検挙されており、その意味で戸坂は三木の後任だったといえる。
もともとは物理学専攻であったが、後に西田幾多郎の下で哲学を学ぶ。西田に師事する一方で、軍部のイデオロギーに観念論的に影響を与えたとして西田や田辺元らを批判した。
また、彼は1932年（昭和7年）に設立された唯物論研究会の創始者の一人であり、研究組織部長から機関誌『唯物論研究』の二代目の編集部長、事務長等を務めた。
唯物論研究会は1938年（昭和13年）2月12日に自主的な解散を強いられ機関紙も廃刊。後継組織により雑誌『学芸』を発行していたが、これも同年11月29日に発禁処分を受け、戸坂も永田広志、古在由重らと共に検挙された。1940年12月に一度は保釈されるも1944年9月に再収容。1945年5月、空襲を避けるため東京拘置所から長野刑務所へ移送されるが、同年7月に栄養失調と疥癬のため急性腎臓炎を発病したと伝えられている。同年8月9日に死去。墓所は多磨霊園。なお東京開成中学校の同級で治安維持法で検挙された人物として村山知義がいる。
戸坂は初め新カント主義の立場にあったが、空間論の研究を進める中で唯物論の立場に移り、日本の代表的な唯物論哲学者となった。唯物論研究会の事実上のリーダーといってよい。観念論哲学に対する批判を旺盛に行ったが、その死は戸坂から「観念論哲学者」と批判された人々（田辺元など）からも惜しまれた。

## 著作
- 『戸坂潤全集』全5巻＋別巻（勁草書房）にほとんどのものが収録されている。

普及版として、
- 『日本イデオロギー論』（岩波文庫）全集第2巻収録
- 『思想と風俗』（平凡社東洋文庫）全集第4巻収録
- 『世界の一環としての日本』（平凡社東洋文庫）全集第5巻収録
- 『科学論』（青木書店）全集に収録されていない5篇の短文収録 芝田進午解説
- 『認識論』（青木書店）全集第3・4巻収録 小川晴久解説

が2006年現在容易に入手できる。
- 『科学方法論』 岩波書店 1929年6月10日 続哲学叢書
- 『イデオロギーの論理学』 鉄塔書院 1930年
- 『イデオロギー概論』 理想社 1932年 新興哲学叢書
- 『技術の哲学』 時潮社 1933年
- 『現代のための哲学』 大畑書店 1933年
- 『現代哲学講話』 白揚社 1934年
- 『科学論』 三笠書房 1935年 唯物論全書 のち現代教養文庫
- 『日本イデオロギー論』 白揚社 1935年7月5日 のち岩波文庫
- 『現代日本の思想対立』 今日の問題社 1936年
- 『現代唯物論講話』 白揚社 1936年
- 『思想としての文学』 三笠書房 1936年
- 『思想と風俗』 三笠書房 1936年 のち平凡社東洋文庫
- 『道徳論』 岡邦雄共著 三笠書房 1936年 唯物論全書
- 『世界の一環としての日本』 白揚社 1937年 のち平凡社東洋文庫
- 『日本科学年報 1937年版』 岡邦雄共編 改造社 1937年6月
- 『認識論』 山岸辰蔵共著 三笠書房 1937年 唯物論全書
- 『読書法』 三笠書房 1938年
- 戸坂潤選集 全8巻 伊藤書店 1946年-1949年
- 戸坂潤全集 全5巻 勁草書房 1966年-1967年
- 科学的精神の探求 1972年 新日本新書
- 戸坂潤全集 別巻 勁草書房 1979年11月
- 科学と文学の架橋 尾関周二編 京都哲学撰書 燈影舎 2001年1月
- 戸坂潤の哲学 吉田傑俊編 2001年12月 こぶし文庫
- イデオロギーとロジック 戸坂潤イデオロギー論集成 書肆心水 2007年11月
- 日本的哲学という魔 戸坂潤京都学派批判論集 書肆心水 2007年11月

2016年、こぶし書房から北林雅洋により発見された24編を含む全集未収録の30編の論文が刊行された。
- 戸坂潤全集未収録論文集 こぶし書房 2016年5月

## 翻訳
- 意志の自由 ヴィンデルバント 大村書店 1925
- 自然哲学原理 カント著作集 第11 岩波書店 1928
- 探險英雄傳 ブリッジス・ティルトマン共著 改造社 1936